# Remoulins
Remoulins é uma comuna francesa na região administrativa de Occitânia, no departamento de Gard. Estende-se por uma área de 8,24 km². Em 2010 a comuna tinha 2 302 habitantes (densidade: 279,4 hab./km²).